# Instituto de Aclimatación y Cultivo de Plantas de Bydgoszcz
El Instituto de Aclimatación y Cultivo de Plantas de Bydgoszcz en polaco : Ogrod Botaniczny Instytut Hodowli i Aklimatyzacji Roslin (IHAR), es un jardín botánico e institución investigadora del cultivo y aclimatación de plantas de todo el mundo, que se encuentra en Bydgoszcz, Polonia. Esta institución es miembro del BGCI, y su código de identificación internacional es BYDGZ.

## Localización
Ogrod Botaniczny Instytut Hodowli i Aklimatyzacji Roslin, ul. Jezdziecka 5, Bydgoszcz, 85-687 Poland-Polonia
- Teléfono: 48 523 721 407

Se encuentra a un altura al nivel del mar.

## Historia
Fue creado en 1977

## Colecciones
Sus colecciones son de plantas de porte herbáceo que se cultivan para diversos propósitos :
Con intención de aprovechamiento con fines alimentarios, decorativos, medicinales etc, con posibles mejoras tanto en agricultura, o en  horticultura, 
Mantiene una colección de plantas de climas más cálidos en invernaderos.
Banco de germoplasma con capacidad de almacenamiento de largo plazo, que contiene 21,700 accesiones. 